# Pozzo dell'inferno
Il pozzo dell’inferno è una leggenda urbana, circolante su Internet almeno dal 1995, secondo la quale venne perforato un profondissimo pozzo in Russia tale da sfondare il soffitto dell'inferno. Venne riferita per la prima volta in lingua inglese in una trasmissione del 1989 da un'emittente televisiva statunitense di ispirazione cristiana, la Trinity Broadcasting Network.

## Leggenda e basi
La leggenda narra che una squadra di ingegneri russi presumibilmente guidata da un certo "Mr. Azakov", in un luogo indefinito ma in Siberia, aveva praticato un pozzo di 14,4 km di profondità, prima di penetrare in una cavità. Incuriositi da questa inaspettata scoperta, hanno applicato un microfono alla trivella, microfono termicamente isolato, insieme ad altri sensori. Secondo la storia, la temperatura all'interno della cavità era di 1000 °C, calore proveniente da una ipotetica camera di fuoco dalla quale, presumibilmente, si potevano udire le urla tormentate dei dannati. Tuttavia, la registrazione venne successivamente analizzata, e, tra i suoni, si riscontrarono diversi effetti sonori, tra i quali quelli della colonna sonora del film del 1972, Baron Blood.
L'Unione Sovietica aveva, in effetti, praticato un pozzo profondo più di 12 km, il cosiddetto pozzo di Kola, situato non in Siberia ma nella penisola di Kola, confinante con la Norvegia e la Finlandia. Nel 1989, al raggiungimento della profondità di 12 262 metri, furono rilevate alcune interessanti anomalie geologiche, sebbene non fossero stati riportati incontri soprannaturali.

## Propagazione
La storia venne pubblicata per la prima volta dal quotidiano finlandese Ammennusastia, da un gruppo di cristiani pentecostali di Leväsjoki, un villaggio nel comune di Siikainen nella Finlandia occidentale. Il giornalista cristiano evangelico Rich Buhler, che ha intervistato i redattori, ha scoperto che la storia era basata sul di una lettera stampata nella sezione dedicata a un giornale chiamato Etelä Soumen (forse l' Etelä-Suomen Sanomat). Quando contattò l'autore della lettera, Buhler scoprì che aveva tratto il racconto da una storia apparsa in una newsletter cristiana finlandese di nome Vaeltajat, pubblicata nel luglio 1989. L'editore della newsletter, a sua volta, sosteneva che l'origine della storia proveniva da una newsletter chiamata Jewels of Jericho, pubblicata da un gruppo di ebrei messianici della California. Qui, Buhler smise di rintracciare ulteriori fonti.
Ben presto i tabloid statunitensi pubblicarono la storia, così iniziarono ad apparire file audio su vari siti su Internet. Ripetizioni sensazionali della leggenda possono essere trovate su YouTube, di solito con gli effetti sonori del film Baron Blood sopra menzionati.

### Coinvolgimento della TBN
La storia alla fine giunse all'American Christian Trinity Broadcasting Network (TBN), che lo ha trasmesso sulla rete, sostenendo che fosse la prova della reale esistenza dell'inferno.
Åge Rendalen, un insegnante norvegese, ha ascoltato la storia della TBN mentre visitava gli Stati Uniti. Disgustato da ciò che percepiva come un imbroglio, Rendalen decise ironicamente di perpetuarla a spese della TBN.
Rendalen scrisse alla rete, sostenendo di non credere alla storia, ma, al suo ritorno in Norvegia, apparentemente lesse un resoconto fattuale. Secondo Rendalen, la storia affermava non solo che il pozzo maledetto era reale, ma che un'apparizione simile a un pipistrello (una rappresentazione pittorica di demoni, come nel quadro Il tormento di Sant'Antonio di Michelangelo o nel più recente Bat Boy di Weekly World News) ne era uscita, prima di tracciare una scia attraverso il cielo russo. Per perpetuare il suo imbroglio, Rendalen tradusse deliberatamente un banale articolo norvegese su di un ispettore edile locale coinvolto nella storia presentando sia l'articolo norvegese originale che la "traduzione" inglese alla TBN. Rendalen includeva anche il suo vero nome, numero di telefono e indirizzo, nonché quelli di un amico pastore che era a conoscenza dell'imbroglio, accettando di esporla a chiunque avesse chiamato in cerca di verifica.
Tuttavia, la TBN non fece nulla per verificare le affermazioni di Rendalen trasmettendo la versione del giornalista come prova della validità della storia originale.

## Versioni alternative
Dalla sua prima pubblicazione, sono state scritte e pubblicate molte versioni alternative di "Well to Hell", in italiano "Pozzo dell'Inferno". Nel 1992, il tabloid statunitense Weekly World News ha pubblicato una versione alternativa della storia, ambientata in Alaska dove 13 minatori furono uccisi dopo che Satana uscì ruggendo dall'inferno.

## Nella cultura di massa
La leggenda metropolitana del "pozzo dell'Inferno" è alla base del film horror del 2009 Nine Miles Down, dove però il pozzo è situato nel Sahara anziché in Russia.
Nel 2020 è stato realizzato il film russo, horror sci-fi, Superdeep, che si basa sulla leggenda metropolitana del cosiddetto Pozzo dell'Inferno, in Siberia, con la regia di Arseny Syuhin.